# Coppa dei Campioni del Golfo 2024-2025
La AGCFF Gulf Club Champions League 2024-2025, anche conosciuta in italiano come la Coppa dei Campioni del Golfo 2024-2025 è stata la 31ª edizione della competizione, la prima organizzata dall'Arab Gulf Cup Football Federation, per le squadre provenienti dalle nazioni del Golfo Persico.
Sarà la prima edizione della competizione con il nuovo nome e formato, e la prima edizione che si disputerà da quella del 2015, quando il torneo fu organizzato per l'ultima volta dal Consiglio di Cooperazione del Golfo (GCC).

## Squadre partecipanti
| Squadra        | Posizione in campionato                               |
| -------------- | ----------------------------------------------------- |
| Al-Riffa       | Secondo posto nella Bahraini Premier League 2023-2024 |
| Duhok          | Sesto posto nella Iraq Stars League 2023-2024         |
| Al-Qadisiya    | Terzo posto nella Zain Premier League 2023-2024       |
| Dhofar         | Decimo nella Oman Professional League 2023-2024       |
| Al-Arabi       | Quinto posto nella Qatar Stars League 2023-2024       |
| Al-Ettifaq     | Sesto posto nella Saudi Pro League 2023-2024          |
| Al-Nasr        | Sesto posto nella UAE Pro League 2023-2024            |
| Al-Ahli San'a' | Campione della Yemeni League 2023-2024                |

## Sorteggio
Il sorteggio si è svolto il 23 settembre 2024. Le otto squadre sono state sorteggiate in due gironi da quattro, selezionando una squadra da ciascuna delle quattro fasce. Per il sorteggio, ai club sono state assegnate quattro fasce in base al ranking mondiale FIFA delle rispettive nazioni al 19 settembre 2024.
| Fascia 1       | Fascia 2           | Fascia 3        | Fascia 4                   |
| -------------- | ------------------ | --------------- | -------------------------- |
| Al-Arabi Duhok | Al-Ettifaq Al-Nasr | Al-Riffa Dhofar | Al-Qadisiya Al-Ahli San'a' |

## Fase a gironi

### Gruppo A
| Pos | Squadra        | G | V | N | P | GF | GS | DG | Pt | Qualificazione |     | NSR | DHK | DHO | AHL |
| --- | -------------- | - | - | - | - | -- | -- | -- | -- | -------------- | --- | --- | --- | --- | --- |
| 1   | Al-Nasr        | 6 | 4 | 2 | 0 | 14 | 7  | +7 | 14 | Semifinali     |     | —   | 2–1 | 5–2 | 0–0 |
| 2   | Duhok          | 6 | 2 | 3 | 1 | 10 | 6  | +4 | 9  | Semifinali     |     | 2–2 | —   | 1–1 | 2–0 |
| 3   | Dhofar         | 6 | 1 | 2 | 3 | 7  | 12 | −5 | 5  |                |     | 1–2 | 1–1 | —   | 0–2 |
| 4   | Al-Ahli San'a' | 6 | 1 | 1 | 4 | 4  | 10 | −6 | 4  |                | 1–3 | 0–3 | 1–2 | —   |     |

### Gruppo B
| Pos | Squadra     | G | V | N | P | GF | GS | DG  | Pt | Qualificazione |     | ETT | QAD | RIF | ARB |
| --- | ----------- | - | - | - | - | -- | -- | --- | -- | -------------- | --- | --- | --- | --- | --- |
| 1   | Al-Ettifaq  | 6 | 4 | 1 | 1 | 13 | 5  | +8  | 13 | Semifinali     |     | —   | 1–1 | 3–1 | 5–0 |
| 2   | Al-Qadisiya | 6 | 2 | 3 | 1 | 8  | 5  | +3  | 9  | Semifinali     |     | 0–1 | —   | 1–0 | 3–0 |
| 3   | Al-Riffa    | 6 | 2 | 2 | 2 | 8  | 8  | 0   | 8  |                |     | 2–1 | 2–2 | —   | 2–0 |
| 4   | Al-Arabi    | 6 | 0 | 2 | 4 | 3  | 14 | −11 | 2  |                | 1–2 | 1–1 | 1–1 | —   |     |

## Fase Finale
|  | Semifinali | Semifinali  | Semifinali | Semifinali | Semifinali |  |  | Finale      | Finale      | Finale |  |
|  |            |             |            |            |            |  |  |             |             |        |  |
|  | 1A         | Al-Nasr     | 0          | 2 (3)      | 2          |  |  |             |             |        |  |
|  | 2B         | Al-Qadisiya | 1          | 1 (4)      | 2          |  |  | Al-Qadisiya | Al-Qadisiya | 1      |  |
|  | 1B         | Al-Ettifaq  | 0          | 0          | 0          |  |  | Duhok       | Duhok       | 2      |  |
|  | 2A         | Duhok       | 1          | 1          | 2          |  |  |             |             |        |  |

### Semifinali
| Squadra 1  | Totale         | Squadra 2   | Andata | Ritorno |
| ---------- | -------------- | ----------- | ------ | ------- |
| Al-Nasr    | 2-2 (3-4 dcr.) | Al-Qadisiya | 0-1    | 1-2     |
| Al-Ettifaq | 0-2            | Duhok       | 0-1    | 0-1     |

Andata
| Arbitro: | Abdulrahman Ibrahim Al Jassim |

|  |           |           |
|  | Marcatori | 39’ Khafi |

| Arbitro: | Yahya Ahmed Al Balushi |

|  |           |            |
|  | Marcatori | 43’ Marlon |

Ritorno
| Arbitro: | Omar Al-Yaqoubi |

|                                                    |                      |                                              |
| Al-Mutawa 77’                                      | Marcatori            | 16’ Oliveira 56’ Memišević                   |
| Al-Mutawa Wadi Dehiri Al-Shamali El Ebrahim Khaled | Tiri di rigore 4 – 3 | Oliveira Idrees Fer Azarkan Alemão Memišević |

| Arbitro: | Ammar Mahfouz |

|               |           |  |
| Gwargis 90+5’ | Marcatori |  |

### Finale
| Squadra 1   | Totale | Squadra 2 | Andata | Ritorno |
| ----------- | ------ | --------- | ------ | ------- |
| Al-Qadisiya | 1 - 2  | Duhok     | 0-0    | 1-2     |

Andata
| Al Kuwait 8 aprile 2025, ore 18:00 | Al-Qadisiya                | 0 – 0 referto | Duhok | Mohammed Al-Hammad Stadium\| Arbitro: \| Majed Mohammed Al Shamrani \| |
| Arbitro:                           | Majed Mohammed Al Shamrani |               |       |                                                                        |

Ritorno
| Arbitro: | Qasim Matar Al Hatmi |

|                        |           |            |
| Ageed 66’ Marlon 90+3’ | Marcatori | 70’ Soulah |

## Premi individuali
I seguenti riconoscimenti individuali sono stati assegnati al termine della competizione:
| Premio            | Giocatore         |
| ----------------- | ----------------- |
| Capocannoniere    | Ali Mabkhout      |
| Miglior Giocatore | Haron Ahmed       |
| Miglior portiere  | Khalid Al-Rashidi |